# Muzică New Age
Muzica New Age este un termen umbrelă, ce acoperă diverse stiluri de muzică downtempo, destinate să creeze inspirație artistică, relaxare și optimism. Acesta este folosită de ascultatori pentru yoga, masaj, meditație, și citire, drept metodă în managementul stresului sau pentru a crea o atmosferă liniștită în casa lor sau în alte medii, fiind deseori asociată cu ecologismul și spiritualitatea New Age.
Armoniile din muzica New Age sunt în general modale și consonante, sau includ un drone bass. Melodiile sunt adesea repetitive, pentru a crea o stare hipnotică, și uneori, înregistrări de sunete din natură sunt folosite ca o introducere la piesă sau de-a lungul piesei. Piesele cu durata de până la treizeci de minute sunt comune.
Muzica New Age include ambele forme de compoziție, atît cea electronică, ce se bazează frecvent pe synth pad-uri susținute sau părți lungi prelucrate  prin sequencer, cît și formele acustice, incluzînd instrumente cum ar fi flautul, pianul, chitara acustică și o mare varietate de instrumente acustice non-occidentale. 
Inițial, aranjamentele vocale au fost rare în muzica New Age, dar evoluînd, partea vocală a devenit tot mai comună, oferind în special voci amerindiene, din sanscrită, sau cântări cu influență tibetană, sau versuri bazate pe mitologie, cum ar fi legendele celtice sau de pe tărâmul Zînelor.

## Istorie
Muzica New Age music a fost influențată de o gamă largă de artiști din diferite genuri, cum ar fi spre exemplu, instrumentaliștii folk John  Fahey și Leo Kottke, minimaliștii de muzică clasică  Terry Riley, Steve Reich, și Philip Glass, interpreții la sintetizator de la Pink Floyd și Brian Eno, și artiștii de  jazz impresionist Keith Jarrett, Paul Horn(începînd cu albumul Inside din 1968 ) și Pat Metheny. În anii 1970 au fost întroduse multe stiluri și combinații de electronică experimentală și muzică acustică New Age, incluzînd muzică din Asia, cum ar fi Kitaro și Yellow Magic Orchestra.

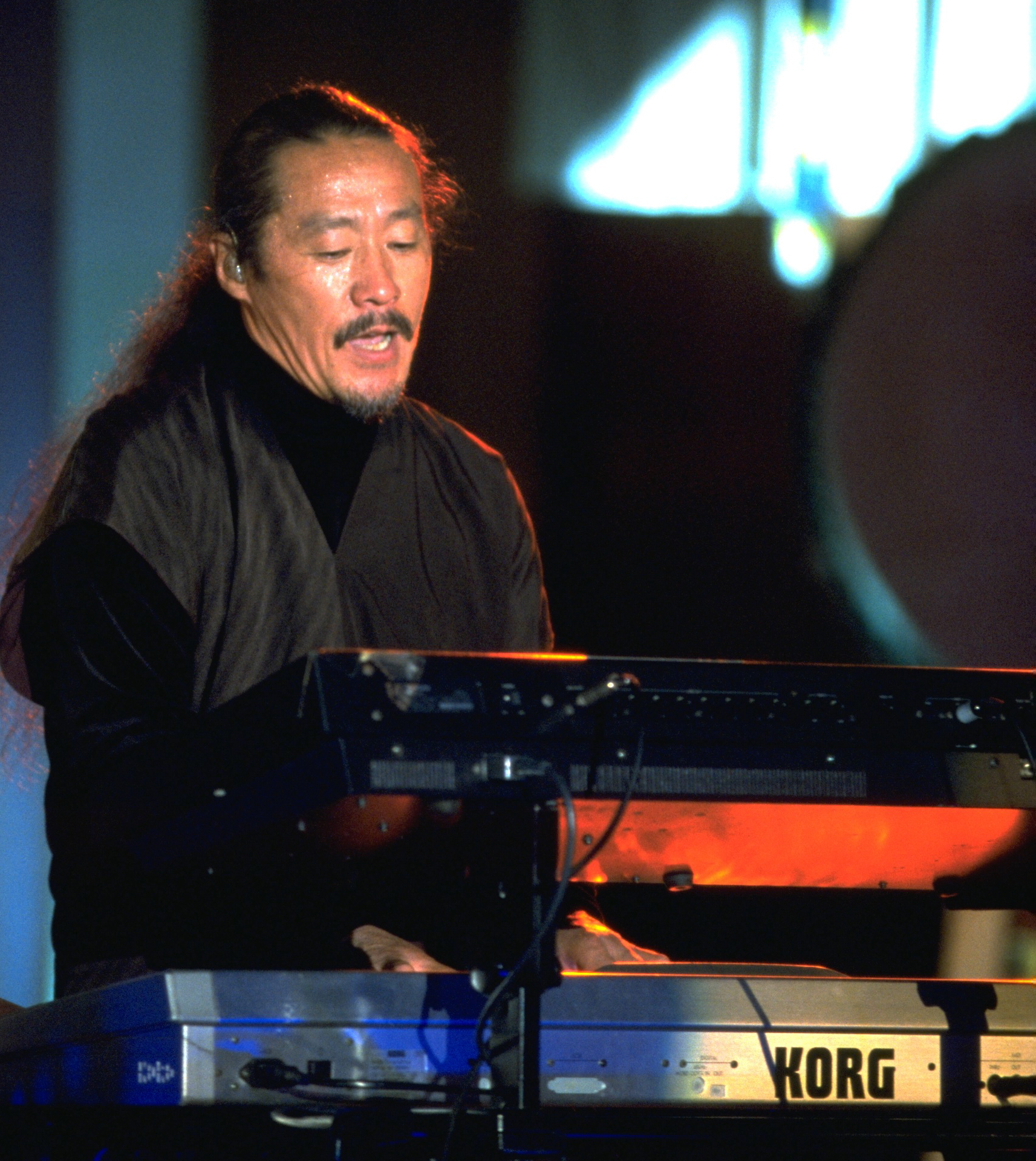
Kitaro, unul din cei mai influenți artiști de muzică Electronică/ New Age din Asia

Albumul Spectrum Suite al muzicianului Steven Halpern, lansat în 1975, este în general, creditat ca albumul care a început mișcarea muzicii New Age. Muzica New Age a fost inițial produsă și vândută numai de case de discuri independente. Vânzările au atins cifre semnificative, în puncte de vînzare neobișnuite, cum ar fi librării, magazine de cadouri, magazine naturiste și buticuri, precum și prin corespondență directă.  În 1981, lanțul de vînzare a muzicii cu amănuntul “Tower Records” din Mountain View California a adăgat un nou coș pentru muzica New Age. Până în 1985, lanțul de magazine pentru vînzare de discuri independente și cu amănuntul au adăugat secțiuni de muzică New Age iar casele de discuri majore au început să prezinte un interes crescut față de gen, achiziționînd unele case de discuri New Age deja existente, cum ar fi “Living Music” a lui Paul Winter și semnînd cu artiști New Age, cum ar fi Kitaro și artistul de crossover  jazz, Pat Metheny, ambele semnate de Geffen.
De ziua Sf. Valentin, în 1987, fostul post de radio de muzică rock, KMET, din Los Angeles, s-a schimbat într-un format full-time de muzică New Age, cu noile scrisori de apel KTWV, cu marca de Wave. În timpul perioadei Wave de muzică New Age, managementul le-a spus angajaților stației să se refere la Wave, mai degrabă ca la un "serviciu al stării de spirit" decât ca la un "post de radio". DJii s-au oprit în a mai anunțstare de spirit continuă, ascultătorii puteau apela numărul de telefon 1-800 pentru a afla ce melodie cîntă. Pauzele de știri au fost, de asemenea redenumite și reintitulate ca "pauze Wave".ref name=Balfe/> Stații de radio din alte orașe au urmat acest model, și în  1983, emisiunea de radio a lui Stephen Hill, Music From The Hearts of Space a fost preluat de către organizația NPR, pentru a fi sindicalizată la nivel național în alte 230 filiale. Alte emisiuni radio de specialitate în muzica New Age include Musical Starstreams și emisiunea lui John Diliberto, Echoes.   Cele mai importante rețele de televiziune prin cablu aveau posturi ce redau muzică, fără efecte vizuale, inclusiv posturi de muzică New Age, cum ar fi "Soundscapes" pe postul Music Choice.
În 1989, existatu peste 150 de case de discuri mici ce lansau muzică New Age, și astfel muzica New Age și programele alternative pentru adulți au fost realizate pe sute de posturi de radio comerciale și din cadrul facultăților din SUA, si peste 40 de distribuitori vindeau release-uri New Age prin ordinul cataloagelor poștale.

## Definiții

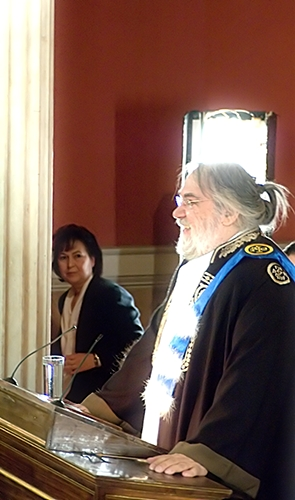
Lucrările compozitorului Grec Vangelis, cunoscut pentru coloanele sale sonore, exemplifică latura progresivă a muzicii New Age

Muzica New Age este definită mai mult de efectul sau sentimentul pe care-l produce, decât de instrumentele utilizate în crearea sa, ea poate fi electronică, acustică, sau o combinație a celor două. Artiștii New Age variază de la interpretări solo sau de ansamblu,  folosind instrumente de muzică clasică, variind de la pian, chitară acustică, flaut sau harpă pînă la instrumentele muzicale electronice, sau din instrumente Orientale, cum ar fi sitar, tabla, și tamboura.
Există o suprapunere semnificativă a sectoarelor de muzică New Age, muzica ambient, muzică clasică, jazz, electronica, world music, chill-out, muzica cosmică și altele. De obicei, sunt  două definiții asociate cu genul New Age:
- Muzica New Age, cu un sunet ambiental, care are scopul explicit de a servi  meditației și relaxării, sau sprijină și permite diverse practici alternative spirituale, cum ar fi vindecarea alternativă, practica yoga, meditația, auditarea chakra, și așa mai departe. Susținătorii acestei definiții sunt aproape întotdeauna muzicieni care-și creează muzica  în mod expres pentru aceste scopuri.[9] Artiștii proeminenți care creează muzică New Age în mod expres pentru vindecare și/ sau meditație sunt Paul Horn, Deuter, Steven Halpern, Dean Evenson, Lawrence Ball, și Karunesh.

- Muzica care se găsește în secțiunea New Age a magazinelor de muzică.[9] Aceasta este în mare măsură o definiție cu caracter practic, având în vedere amploarea muzicii care este clasificată drept "New Age", de către comercianții cu amănuntul, care adesea sunt mai puțin interesați de distincțiile  fin-granulate între stilurile muzicale, decât sunt fanii acestor stiluri. Muzica care se încadrează în această definiție este, de obicei, muzica care nu poate fi ușor clasifică în alte definiții mai comune, dar de multe ori include muzică bine-definită, cum ar fi worldbeat și chitara flamenco. Ea include, de asemenea în mod expres muzica spirituală New Age ca o subcategorie. Există puncte de vânzare cu amănuntul, care specifică subcategorii, cum ar fi Sunete din natură (Nature Sounds), Vindecare (Healing), Pian (Piano), Cântări (Chants), și așa mai departe. Amazon include, de asemenea Celtic, Meditație, World-dance, și Relaxare, și iTunes Store include Natura (Nature), Mediu (Environmental), Vindecare (Healing), și Călătorie (Travel), pe lângă alte subgenuri. Site-ul german new-age Silenzio, afișează aproape 70 de subgenuri.

## Influențe și teme
Între 1968 și 1973, muzicieni germani, cum ar fi Edgar Froese (fondatorul Tangerine Dream), Holger Czukay (unul dintre fondatorii Can și un fost student al Karlheinz Stockhausen), Popol Vuh, și Ashra au lansat o serie de lucrări, oferind sunete experimentale și texturi construite cu instrumente electronice, sintetizatoare, instrumente acustice si electrice, care au fost menționate drept muzică cosmică. Această experimentare furnizează influențele timpurii fundamentale pentru muzică ambient și genurile muzicale New Age. Definirea explorărilor în muzica ambient de la sfârșitul anilor 1970, de către Brian Eno, a influențat în continuare formarea genului muzical New Age, fiind dezvoltată în stilurile unor muzicieni, cum ar fi Robert Fripp, Jon Hassell, Laraaji, Harold Budd, Cluster, Jah Wobble (din trupa post-punk, Public Image Limited).
În 1973, neconvenționalul album de rock  progresiv Tubular Bells al lui Mike Oldfield a devenit unul dintre primele albume ce au fost menționate în descrierea genului de muzică New Age.  Alte influențe sunt muzica electronică timpurie, muzică clasică, muzică folk și world music. Minimalismul lui Terry Riley și Steve Reich (influență indiană în primul caz) poate fi, de asemenea, citat ca o influență, împreună cu artiști ca Tony Conrad, La Monte Young care au folosit drone la începutul anilor 1960. Conectată la crearea muzicii New Age este și renașterea interesului față de cântul gregorian în a doua jumătate a secolului XX. Acum, muzica New Age s-a extins și include de asemenea, cântări în limbi "spirituale" sau vechi, și include, dar nu se limitează la Sanscrită, Latină, Galeză, Ebraicã și Gurmukhi. Printre artiștii populari din acest gen se numără Krishna Das, Deva Premal,  Bhagavan Das  și Snatam Kaur.
Spectacolele solo ECM, ale artiștilor precum Keith Jarrett (în special albumul The Köln Concert),  Ralph Towner (în lucrările sale  Blue Sun și Solo Concert) și primul album eponim al Lyle Mays, sunt de obicei considerate a fi o influență asupra muzicii New Age/ Ambient. Inerpretările solo și de grup acustice ale artiștilor timpurii ale casei de discuri Windham Hill, cum ar fi William Ackerman, Alex de Grassi, George Winston și Michael Hedges au fost numite New Age pentru cea mai mare a ultimelor 30 de ani.
Teme populare în muzica New Age includ spațiul și cosmosul, mediul și natura, starea de bine, armonia cu sine și lumea din jur, visul sau visarea și călătorii ale minții sau spiritului. Titlurile de albume New Age și melodiile sunt adesea descriptive: exemplele includ Shepherd Moons (Enya), Straight' a Way to Orion (Kitaro), Touching the Clouds (Symbiosis), și One Deep Breath (Bradley Joseph).

## Termeni alternativi
După cum este descris în acest articol, granițele  acestui gen nu sunt bine definite, cu toate acestea, magazinele de vânzare cu amănuntul a muzicii vor include mulți artiști în categoria "New Age", chiar dacă aceștia înșiși folosesc alte denumiri pentru stilul lor muzical. Iată alți cîțiva termeni folosiți pentru "New Age".
Instrumental contemporanAcest termen poate include artiști care nu utilizează instrumente electronice în muzica lor, cum ar fi pianistul solo David Lanz. În mod similar, pianiști cum ar fi Yanni și Bradley Joseph la fel utilizează acest termen, deși ei folosesc clape pentru a include texturi orchestrale stratificate în compozițiile lor.
 Instrumental contemporan adultAcest termen a fost sugerat de Steven Halpern, în numărul din iunie 1999, al revistei New Age Voice, ca o alternativă la eticheta atotcuprinzătoare pentru muzica, care este clasificată de comercianții cu amănuntul drept "New Age", dar care nu este în mod expres de natură spirituală.

## Vezi și
- Listă de muzicieni New Age
- Ambient